# Skrymir (satèl·lit)
Skrymir (Saturn LVI) conegut provisionalment com a S/2004 S 23, és un satèl·lit natural de Saturn. El seu descobriment va ser anunciat per Scott S. Sheppard, David C. Jewitt i Jan Kleyna el 7 d'octubre de 2019 a partir d'observacions realitzades entre el 12 de desembre de 2004 i el 22 de març de 2007. Va rebre la seva designació permanent l'agost de 2021. El 24 d'agost de 2022, va rebre el nom oficial de Útgarða-Loki (també conegut com a Skrýmir). És un jötun de la mitologia nòrdica i mestre de les il·lusions.
Skrymir té uns 4 quilòmetres de diàmetre i orbita Saturn a una distància mitjana de 21,163 Gm en 1149,82 dies, amb una inclinació de 177° respecte a l'eclíptica, en direcció retrògrada i amb una excentricitat de 0,373.